# Železniški promet v Albaniji
Železniški promet v Albaniji igra vedno manj pomembno vlogo v infrastrukturi države. Po železnici v državi poteka večinoma tovorni promet, medtem ko se potniški promet izvaja v zelo omejenem obsegu. Leta 2022 so obratovali potniški vlaki na relacijah Drač–Elbasan in Skader–Laç.
Železnico je Albanija dobila po drugi svetovni vojni v obdobju komunizma. Vse železniške proge so enotirne in neelektrificirane. Z železniškim omrežjem upravlja državno podjetje Hekurudha Shqiptare (HSH).

## Železniško omrežje
Podjetje Hekurudha Shqiptare vzdržuje normalnotirno železniško omrežje v skupni dolžini 447 kilometrov, ki pa ne obratuje več v celoti. Železnica povezuje priobalno ravnino osrednje in severne Albanije ter del vzhoda države. Gorati sever, severovzhod in jug nikoli niso imeli železnice.
Vozni park predstavljajo lokomotive T669 češkoslovaške izdelave in vagoni iz različnih držav. Omejitev hitrosti na celotnem omrežju je 40 kilometrov na uro, zaradi česar je železniški promet bistveno počasnejši od drugih oblik prevoza.
Glavno železniško vozlišče v državi je Drač. Železniške proge so:
- proga Drač–Peqin–Elbasan–Librazhd–Pogradec, odprta leta 1947 do Peqina, 1950 do Elbasana, 1974 do kraja Prrenjas in 1979 do Pogradca. Proga poteka po hribovitem površju s številnimi viadukti in predori ter si je zaradi svoje slikovitosti prislužila sloves turistične zanimivosti, vendar je od leta 2012 zaradi dotrajanosti zaprta od Librazhda naprej;[3]
- proga Rrogozhina–Fier–Vlora, zgrajena v letih 1967–68 do Fiera; leta 1975 je bil zgrajen podaljšek do naftne rafinerije v Ballshu in 1985 drugi podaljšek do Vlore. Po obeh podaljških poteka samo tovorni promet;
- proga Drač–Tirana, zgrajena leta 1948; po porušitvi železniške postaje v Tirani je zadnja postaja na progi postajališče v predmestnem naselju Kashar;
- proga Vora–Skader, odprta po korakih v letih 1963–1982;
- proga Skader–Podgorica, edina meddržavna železniška povezava. Zgrajena je bila v letih 1984–85 in je vedno služila le tovornemu prometu.[4][5]

## Zgodovina
Albanija pred drugo svetovno vojno ni imela prave železnice. Med prvo svetovno vojno je avstro-ogrska vojska za vojaške potrebe zgradila obsežno omrežje ozkotirne poljske železnice, ki je potekalo od Skadra do spodnjega toka Vjose z več stranskimi progami. Do konca vojne je bilo zgrajenih okrog 120 kilometrov poljskih železnic, po nekaterih virih celo 300. Deli teh železnic so ostali v uporabi do poznih 1920. let. V času med obema vojnama je po albanskem ozemlju nastalo nekaj zasebnih ozkotirnih železnic. Po italijanski okupaciji Albanije leta 1939 se je začelo načrtovanje železniške povezave med Dračem in Tirano. Južno od Drača je bila zgrajena vojaška poljska železnica, ki so jo po vojni uporabili kot osnovo za prvo normalnotirno železnico.
Po koncu druge svetovne vojne in nastopu komunistične oblasti se je začela gradnja današnjega železniškega omrežja Albanije, pogosto v ljudskih in mladinskih delovnih akcijah. Prva proga, od Drača do Peqina, je bila odprta novembra 1947. V obdobju komunizma je po železnici potekala večina potniškega in tovornega prometa v državi. Veje železnice so vodile do številnih industrijskih obratov v Fushi-Kruji, Tirani, Elbasanu, Cërriku, Pogradcu, Fieru, Ballshu in Narti, kot tudi do pristanišča v Draču. Ponekod so bile v uporabi gozdne in rudniške železnice.
Po koncu komunističnega režima so se začela velika vlaganja v cestno infrastrukturo in dovoljeno je bilo zasebno lastništvo prevoznih sredstev, pomen železnice pa se je močno zmanjšal. Število potnikov je začelo strmo upadati, propad večine industrije in gospodarska kriza pa sta prizadela tudi tovorni promet. Leta 2010 so prihodki HSH znašali devet milijonov evrov, od česar je pet milijonov prišlo od države. Preostanek je izviral večinoma od tovornega prometa in oddajanja nepremičnin v najem. Prodaja vozovnic je predstavljala manj kot 5 % prihodka. Zavoljo finančnih težav in dotrajanosti infrastrukture so pogoste težave in prekinitve obratovanja. Leta 2013 je bila zaprta in porušena železniška postaja v Tirani, ki jo do predvidene izgradnje nove nadomešča postaja v nekaj kilometrov oddaljenem Kasharju.
Leta 2021 se je začela prenova železniške proge Drač–Tirana skupaj z izgradnjo novega 5-kilometrskega kraka železniške proge do mednarodnega letališča Tirana v kraju Rinas. Gradnja, ki jo sofinancirata Evropska banka za obnovo in razvoj in Naložbeni sklad za Zahodni Balkan in ki bo potovalni čas skrajšala na 22 minut, naj bi bila dokončana poleti 2026.